# Glaucostegus typus
Glaucostegus typus is een vissensoort uit de familie van de Glaucostegidae. De wetenschappelijke naam van de soort is voor het eerst geldig gepubliceerd in 1830 door Anonymous [Bennett].
De rog heeft een driehoekige snuit, twee grote rugvinnen en stekels en tanden op de rug. Vanwege de vorm wordt deze rog gitaarrog genoemd. Ze wordt meer dan 2,7 m lang.
Het verspreidingsgebied is het oosten van de Indische Oceaan en het westen van de Grote Oceaan, tussen het Indische subcontinent en Australië: Thailand, Nieuw-Guinea, de Solomonseilanden. Ze worden regelmatig gevangen in netten van vissers.
Jonge vissen leven in ondiep water aan de kust in koraalriffen en mangrovemoerassen. Volwassen dieren leven in open, dieper zeewater tot op ongeveer 100 m. Ze voeden zich met schaaldieren (krabben en garnalen). De soort kan ook in zoetwater leven.